# Alitalia Cargo
Alitalia Cargo è stato dal 1º gennaio 2015 il prodotto di Alitalia-S.A.I., dopo esserlo stato dal 13 gennaio 2009, di Alitalia-Compagnia Aerea Italiana. Consiste nella vendita del volume per le merci (belly cargo) degli aerei passeggeri. Precedentemente, fino al 12 gennaio 2009, Alitalia Cargo era invece la divisione merci della vecchia Alitalia-Linee Aeree Italiane con flotta dedicata. L'hub principale delle attività era l'aeroporto di Milano-Malpensa. La sua ultima direzione era affidata a Pierandrea Galli.

## Storia

### Alitalia-L.A.I. e "Cargo System"

Un Douglas DC-8-62F nel 1978

Alitalia aveva mosso i primi passi nel settore del trasporto aereo merci fino dal 1947 utilizzando gli spazi disponibili della modesta flotta. Successivamente, con il crescere della richiesta, furono impiegati Curtiss C-46, Douglas DC 4, Fokker F.27F e Douglas DC 8F, tutti noleggiati da altri vettori. Poi, dopo aver convertito i quadrimotori Douglas dismessi dal servizio passeggeri, furono messi in servizio i primi aerei in configurazione tutto-merci e con portellone laterale di carico/scarico. Alla fine degli anni '60 Alitalia schierava due DC-9/30F dedicati acquistati direttamente dal costruttore. Fu anche l'occasione per mostrare sulla fusoliera per la prima volta la scritta "Cargo System". Nel decennio successivo entrarono in servizio i primi B747-200F. Poi anche due Boeing 737 tuttomerci furono noleggiati per servizi con 11 città italiane.
Negli ultimi anni di attività Alitalia Cargo schierava cinque aerei McDonnell Douglas MD-11SF ai comandi dei quali si alternavano 135 piloti. Dal 29 agosto 2001 diventò partner SkyTeam Cargo, alleanza leader nel settore merci. Inoltre era membro di Cargo 2000, un'iniziativa IATA che coinvolgeva i maggiori operatori mondiali del trasporto aereo. 
La situazione finanziaria di Alitalia-LAI portò, nel settembre 2008, inevitabilmente ad una razionalizzazione delle destinazioni. Di conseguenza anche l'impiego degli aerei fu ridotto.

Durante la tormentata privatizzazione di Alitalia-LAI, nessuna azienda si dichiarò interessata ad acquistare in blocco le attività Alitalia Cargo; uno dei motivi che contribuì dell'affossamento della trattativa con Air France-KLM era proprio il fatto che questa non era interessata e da più parti si chiedeva una cordata italiana che rilevasse tutta l'Alitalia perché - si diceva - il "made in Italy viaggia su Alitalia Cargo"; successivamente la cordata si concretizzò nella C.A.I. ma, incredibilmente, neanche questa era interessata a proseguire l'attività merci.

Uno dei due DC 9/32F utilizzati dal 1969 per la rete merci a breve-medio raggio

### Alitalia-C.A.I.
CAI, la società che rilevò parte delle attività del Gruppo Alitalia alla fine del 2008, dichiarò il disinteresse per il settore, conservando al contempo l'offerta di trasporto nella sola stiva. Pertanto Alitalia Cargo cessava l'attività il 12 gennaio 2009. Nello stesso mese furono restituiti al noleggiatore statunitense Pegasus Aviation i cinque aerei MD.11SF in dotazione.
Alitalia Cargo scompariva quindi come servizio esclusivamente merci, cioè con aeromobili dedicati, ma poiché era sempre stata una divisione di Alitalia, l'attività proseguì utilizzando gli aeromobili della flotta della cosiddetta "nuova Alitalia".
Il 10 novembre 2009, Air France-KLM Cargo annunciò di diventare, a partire dal 16 novembre, nuovo ed esclusivo agente generale di vendita ell'attività merci. Alitalia-CAI cedeva ad Air France-KLM Cargo la rete commerciale di vendita dello spazio riservato alle merci nella stiva degli aerei passeggeri dei voli di linea (il cosiddetto belly).

### L'intervento di Cargoitalia
Il 6 febbraio 2009, tramite la controllata Cargoitalia, ALIS Aerolinee Italiane presentava al commissario di Alitalia-Linee Aeree Italiane S.p.A. un'offerta vincolante per l'acquisto dei beni Alitalia Cargo, pari a 14,5 milioni di €uro (in 4 tranche da 3,6 milioni). Tale cifra comprendeva l'acquisto di un MD.11SF e l'assunzione di 15 piloti entro un mese dalla firma del contratto. Il 1º aprile il patrimonio di Alitalia Cargo fu definitivamente trasferito a Cargoitalia S.p.A., compresi due MD.11SF. Furono assunti, richiamandoli dalla cassa integrazione, trenta piloti. 

## Flotta
Poco prima della transizione da Alitalia-L.A.I. ad Alitalia-C.A.I., la flotta era composta da cinque McDonnell Douglas MD.11SF (ossia Special Freighter, ottenuto dalla conversione della precedente versione Combi con portellone posteriore e capacità di carico di kg. 90.719 - m³ 556,7):
- "EI-UPA" - C/N 468 MSN 48426 - restituito al lessor a gennaio 2009, in seguito utilizzato da Centurion Air Cargo
- "EI-UPE" - C/N 471 MSN 48427 - restituito al lessor a gennaio 2009, in seguito utilizzato da Cargoitalia
- "EI-UPI" - C/N 474 MSN 48428 - restituito al lessor a gennaio 2009, in seguito utilizzato da Cargoitalia
- "EI-UPO" - C/N 500 MSN 48429 - restituito al lessor a gennaio 2009, in seguito utilizzato da Centurion Air Cargo
- "EI-UPU" - C/N 508 MSN 48430 - restituito al lessor a gennaio 2009, in seguito utilizzato da Centurion Air Cargo

A tali aeromobili si aggiungeva poi la capacità in stiva degli altri aerei della flotta passeggeri.